# Rio das Ostras
Rio das Ostras es un municipio brasileño del estado del Rio de Janeiro. Se localiza en la Región de los Lagos, a 22º31'37" de latitud sur y 41º56'42" de longitud oeste, a una altitud de 4 metros. Su población medida en el censo del IBGE de 2010 fue de 105.757 habitantes.
El municipio está sufriendo impactos ambientales derivados de la contaminación de playas, ríos y lagunas por falta de saneamiento básico y degradación ambiental debido a las ocupaciones ilegales en áreas de protección ambiental (APA) destinada a la protección y conservación de los atributos bióticos (fauna y flora). El desalojo clandestino in natura de residencias y comercios viene provocando la eutrofización en el ecosistema de manera agresiva.
La corrupción sistémica del municipio comenzó desde su emancipación político-administrativa el 10 de abril de 1992 y destruyó gran parte de Río das Ostras que hasta hoy no existe ningún tipo de saneamiento básico. La falta de agua potable, agotamiento sanitario, pavimentación de vías públicas y transporte público son problemas antiguos y sistémicos para un municipio que recibió trillones en royalties del petróleo.
Actualmente, gran parte de la costa marítima de Río de las Ostras sufre con el avance del mar, erosiones y construcciones irregulares desordenadas. En el área urbana ocurre un aumento significativo de favelización, violencia, desempleo y desigualdad social. La falta de saneamiento básico afecta a todo el municipio.